# Земская почта Константиноградского уезда
Зе́мская по́чта Константиногра́дского уе́зда — земская почта, организованная земской управой Константиноградского уезда Полтавской губернии. Земская почта Константиноградского уезда существовала с 1913 года. В уезде выпускались собственные земские почтовые марки.

## История почты
Константиноградская уездная земская почта была открыта в 1913 году. Пересылка почтовых отправлений осуществлялась из уездного центра (города Константинограда) в 16 населённых пунктов уезда. Оплата доставки частных почтовых отправлений производилась земскими почтовыми марками номиналом 1, 2, 3, 6, 10 и 30 копеек.

## Выпуски марок
Выпущенные в 1913 году константиноградские земские почтовые марки были номиналом 1, 2, 3, 6, 10 и 30 копеек. Печать марок производилась в частной типографии и в Экспедиции заготовления государственных бумаг. Рисунок всех марок включает изображение герба Константиноградского уезда.

## Гашение марок
Гашение марок осуществлялось круглым штемпелем с указанием даты.